# Denis Birjukov
Denis Sergeevič Birjukov (in russo Денис Сергеевич Бирюков?; Volgograd, 8 dicembre 1988) è un pallavolista russo.
Gioca nel ruolo di schiacciatore nel Dinamo-LO.

## Carriera
La carriera di Denis Birjukov inizia nella Lokomotiv-Belogor'e, dove rimane per tre stagioni ed esordisce nel massimo campionato russo nella Superliga 2006-07; ottiene inoltre diverse convocazioni nella nazionale russa under 20, vincendo il campionato europeo di categoria nel 2006 e in quella under 21, con cui conquista la medaglia d'argento al campionato mondiale 2007. Nel 2008-09 viene ceduto al Metallonivest, per poi fare ritorno a Belgorod dopo lo scioglimento della società. Nel frattempo entra a far parte della nazionale maggiore, esordendo il 3 settembre 2009 contro l'Estonia e vincendo la medaglia d'oro all'Universiade 2009; nel 2009-10 perde la finale scudetto contro lo Zenit-Kazan, mentre con la nazionale conquista la medaglia d'argento nella World League 2010.
Dopo un breve periodo al Gazprom-Jugra, termina la stagione 2011-12 alla Lokomotiv Novosibirsk, dove rimane anche nell'annata successiva ottenendo due importanti successi: la Coppa di Russia 2011 e la Champions League 2012-13. Con la rappresentativa russa vince tre medaglie d'oro: alla World League e alla Coppa del Mondo 2011 e all'Universiade 2013. Dal 2013-14 è tesserato per la Dinamo Mosca con cui vince la Coppa CEV 2014-15; prende inoltre parte al campionato mondiale 2014, che la Russia chiude al quinto posto.
Nel campionato 2017-18 gioca nel NOVA. Nella stagione 2018-19 gioca per la Dinamo-LO.

## Palmarès
- Coppa di Russia: 1

2011
- Champions League: 1

2012-13
- Coppa CEV: 1

2014-15

### Nazionale (competizioni minori)
- Campionato europeo under 20 2006
- Campionato mondiale under 21 2007
- Universiade 2009
- Memorial Hubert Wagner 2011
- Universiade 2013
- Memorial Hubert Wagner 2013